# كنيسة كولوبنارتي
تُعتبر كنيسة كولوبنارتي موقعًا أثريًا وكنيسة مسيحية سابقة تقع في جزيرة كولوبنارتي بقرية كلب شمال السودان. تقع الجزيرة بين الشلالين الثاني والثالث لنهر النيل، على بعد حوالي 120 كيلومترًا (75 ميلًا) جنوب غرب وادي حلفا، في منطقة بطن الحجر.

## تاريخ
نشر سومرز كلارك رسمًا تخطيطيًا في عام 1912 لكنيسة الجزيرة، وجدرانها مصنوعة من الطوب اللبن. تم التنقيب عنها بالكامل وتسجيلها من قبل عالم الأنثروبولوجيا ويليام يودال آدامز في عام 1969، والخطط والارتفاعات التي أعدها فريدريك هينكل. يؤرخ آدمز وبيتر غروسمان الكنيسة إلى القرن الثالث عشر أو الرابع عشر، وقد قام آدامز بتأريخ اكتشافات فخارية في الكنيسة تعود إلى تلك الفترة، ووافق غروسمان على التأريخ على أساس المقارنات الأسلوبية. حُفر الغرافيتو باللغات اليونانية والقبطية والنوبية القديمة داخل الكنيسة. نُقلت لوحات الكنيسة، التي وصفها آدامز في كتابه 2011، إلى متحف السودان القومي في الخرطوم.

## الهندسة معمارية
تبلغ مساحة المبنى الصغير تقريبًا 7 × 6 أمتار (23 قدمًا × 20 قدمًا). إنه نموذجي من جميع النواحي للكنيسة المسيحية المتأخرة من النوع 4د، ذات هيكل مستطيل بدلاً من ملاذ مقلوب، وغرف الزاوية الشرقية تدخل فقط من الممرات، وليس من الحرم. في الطرف الغربي يوجد درج في غرفة الزاوية الجنوبية الغربية، ولكن لا توجد غرفة مقابلة في الركن الشمالي الغربي. ربما كانت هناك قبة طويلة فوق وسط الصحن، وإن لم يكن بالتأكيد. المدخل، كما هو الحال في جميع الكنائس النوبية، يمر عبر الجدران الشمالية والجنوبية بالقرب من الطرف الغربي. توجد ثلاثة أزواج من النوافذ ذات الشق الضيق في أعلى الجدار الشرقي، ونافذتان شقيقتان منفصلتان على نطاق واسع في الجدران الشرقية والغربية. يتكون المبنى بأكمله من طوب اللبن مع طبقة واحدة من الحجارة الخشنة على مستوى الأرض.
على الجدران الداخلية، تم العثور على بقايا طبقتين من الجداريات محفوظة بشكل جيد في الطرف الشرقي من الحرم وفي كلا الممرات، ولكن ليس في غرف الزاوية الشرقية. تضمنت التصاميم التي يمكن التعرف عليها الميلاد، صورة للمسيح بانتوكراتور محاطًا بالتلاميذ، ورئيس الملائكة، ورأس المسيح داخل توندو، مع ظهور رموز المخلوقات الحية الأربعة منه. تم حفظ الجداريات في عام 1970 وهي الآن معروضة جزئيًا في متحف السودان القومي. وبخلاف ذلك، تظل الكنيسة إلى حد كبير كما كانت عند التنقيب، لأنها فوق مستوى المياه المحجوزة بواسطة السد العالي بأسوان.